# Harald H. Zimmermann
Harald Helmut Zimmermann (* 18. Juni 1941 in Völklingen; † 28. Dezember 2019 in Völklingen) war ein deutscher Informationswissenschaftler und Hochschullehrer. Zum Ende des Sommersemesters 2006 beendete er seine akademische Laufbahn als Universitätsprofessor für Informationswissenschaft an der Universität des Saarlandes in Saarbrücken und ging in den Ruhestand.

## Computerlinguistische Grundlagenforschung
Bereits als Student (Anfang der 1960er Jahre) arbeitete er an einer damals noch ungewöhnlichen Verbindung von Geistes- und Naturwissenschaften (Sprache und Computer) – der Computerlinguistik, damals noch „Sprachdatenverarbeitung“ genannt. Zu nennen sind hier:
- seine Dissertation „Das Lexikon in der maschinellen Sprachanalyse“ (1972),
- die Mitbegründung des computerlinguistischen Schwerpunkts in Saarbrücken,
- die Gründung des ersten informationslinguistischen Lehrstuhls in Deutschland (Universität Regensburg, 1974),
- die Mitarbeit an der Grundlegung des europäischen maschinellen Übersetzungsprojekts EUROTRA,
- die Durchführung zahlreicher großer Anwendungsprojekte im Bereich Maschinelle Übersetzung (TRANSIT, MARIS) und Automatische Indexierung (CTX, IDX) mit DFG- und BMFT-Projekten.

## Akademische Laufbahn
Kurz nach seiner Promotion (1972) übernahm er eine Professur an der Universität Regensburg (1974) und die Leitung der Abteilung für Nichtnumerische Datenverarbeitung, wenig später folgte der Aufbau eines Studienteilfaches „Linguistische Informationswissenschaft“ im Rahmen der Allgemeinen Sprachwissenschaft. 1980 übernahm er die Aufgabe, an der Universität des Saarlandes den Studiengang Informationswissenschaft einzurichten und gleichzeitig die Machbarkeit eines Fachinformationszentrums „Geisteswissenschaften“ (FIZ 14) – das aus politischen Gründen dann doch nicht zustande kam – zu untersuchen. Die Professur für Informationswissenschaft hatte er bis zu seiner Emeritierung nach dem Sommersemester 2006 inne.

## Projekte
- JUDO (1977–82): Juristische Dokumentanalyse. BMFT-Projekt der Universitäten Regensburg und Saarbrücken
- COBIS (1978–81). Computergestütztes Büroinformationssystem. Regensburg. BMFT-Projekt
- TRANSIT (1982–85): Transfer informationslinguistischer Technologien (Entwicklung des automatischen Indexierungssystems CTX). BMFT-Projekt
- SUSY-DJT (1983–85): Deutsch-Japanische Titelübersetzung. BMFT-Projekt
- MARIS (1985–89): Multilinguale Anwendung von Referenz-Informationssystemen. (Maschinelle Übersetzung deutscher Fachinformations-Datenbanken ins Englische). BMFT-Projekt
- STS (1989–90): Saarbrücker Translationsservice (Spin-off des Projekts MARIS). BMFT-Förderung
- MT–PAT (1989): Maschinelle Übersetzung von Patenten. (in Kooperation mit dem Deutschen Patentamt und dem FIZ Karlsruhe). BMFT-Projekt
- WITEC (1990–91): Hypertext als Modellinstrument für den Wissens- und Technologietransfer (in Kooperation mit dem Institut für Wirtschaftsinformatik). BMBW-Projekt
- IFP (1989–91): Informationspraktikanten (Transfer informationstechnischen Know-Hows in saarländische Betriebe). Förderung durch Bund und Land
- WINGS (1992–94): Wissensvermittlung und Informationstechnologien in den Geistes- und Sozialwissenschaften (in Kooperation mit der Universität Potsdam und anderen Fachrichtungen der Phil. Fak. der Universität des Saarlandes). BMBW-Projekt
- MAIN (seit 1995 fortlaufend): Multimediale Anwendungen für das Internet. Fördermittel der Universität und Eigenmittel
- IFP2 (1996–99): Informationspraktikanten II (Förderung informationstechnischen Know-Hows an saarländischen Schulen). Förderung durch das saarländische Kultusministerium.
- MILOS (1994–97): Automatische Indexierung von Bibliotheksdaten (Kooperation mit der UB Düsseldorf). DFG-Projekt.
- CANAL/LS (Memento vom 30. Juli 2007 im Internet Archive) (1995–96): Catalogue with Multilingual Natural Language Access / Linguistic Server (Kooperationsprojekt). Förderung durch das LIBRARIES-Programm der EU
- KASCADE (1997–98): KAtalogerweiterung durch SCanning und Automatische Dokument-Erschließung (Kooperation mit UB Düsseldorf). DFG-Projekt
- ViLI (1998ff.): Virtuelles Lehre- und Informationssystem. Fördermittel der Universität und Eigenmittel
- MALL (2000): Multimediagestütztes Lehren im Hochschulbereich – Möglichkeiten in der Lehrerausbildung (Kooperation mit der Erziehungswissenschaft und der Informatik). BMBF-Projekt
- ELSA (2000–01): Elektronisches Literaturarchiv Saar-Lor-Lux-Elsass (Entwicklung des Prototyps eines Online-Archivsystems, Kooperation mit dem Literaturarchiv Saar-Lor-Lux-Elsass). Förderung durch das saarländische Wirtschaftsministerium

## Ausgewählte Veröffentlichungen
- (1969): Zur Leistung der Satzzeichen. Bibliographisches Institut, Mannheim. Duden-Beiträge 36; ISBN 3411010363
- (1972): Das Lexikon in der maschinellen Sprachanalyse. Frankfurt: Athenäum
- (1978): Automatische Textanalyse und Indexierung. In: Dieter Krallmann (Hrsg., 1978): Kolloquium zur Lage der linguistischen Datenverarbeitung. Essen, 20–33
- (1981): Lexikon und Parsing. In: Reinhart Herzog (Hrsg.): Computer in der Uebersetzungswissenschaft. Frankfurt a. M.: Lang, 1981. p. 74–84. Angewandte Sprachwissenschaft. Germersheim
- (1983): Automatische Indexierung – Entwicklung und Perspektiven. In: Ingetraut Dahlberg und Martin Rudolf Schader (Hrsg. 1983): Automatisierung in der Klassifikation. Frankfurt/Main: Indeks Verlag, 1983. S. 14–32 (Studien zur Klassifikation; 13)
- (1984): Machine-Aided Indexing of Text Corpora Antonio Zampolli (ed.): Studies in honour of Roberto Busa S.J.; Linguistica Computationale Vol. IV. Pisa: Giardini, Pisa
- (1984): Warenwirtschaft und Dienstetransfer auf der Grundlage neuer Informations- und Kommunikationstechnologien. In: Theuer, Gottfried; Schiebel, Walter (Hrsg., 1984): Teleselling – Marketing über Bildschirmtext. Verlag Moderne Industrie, 53–64
- (1987): Der Transfer informationslinguistischer Technologien am Beispiel von CTX und ITS. Forschungsbericht Information und Dokumentation des BMFT, Veröff. der FR 5.5 Informationswissenschaft, Saarbrücken, Universität des Saarlandes
- (1991, mit Heinz-Dirk Luckhardt): Computergestützte und maschinelle Übersetzung. Dudweiler, AQ-Verlag
- (1992, Hrsg., mit Heinz-Dirk Luckhardt und Angelika Schulz): Mensch und Maschine – Informationelle Schnittstellen der Kommunikation. Proceedings des 3. Internationales Symposium für Informationswissenschaft ISI '92 Schriften zur Informationswissenschaft Band 7, Konstanz: UVK
- (1995): Information als Wissenstransfer – Zur informationswissenschaftlichen Lehre und Forschung in Saarbrücken. In: Thomas Seeger (Hrsg.): Aspekte der Professionalisierung des Berufsfeldes Information. Konstanz. Schriften Zur Informationswissenschaft Nr. 21, S. 349–360
- (1998): Theses on the Impact of New Forms of Telecommunications on Social Structures. In: Hans W. Giessen (Ed.): Long-Term Consequences on Social Structures Through Mass Media Impact. Berlin: Vistas. 1998, S. 121–130
- (2004): Maschinelle und Computergestützte Übersetzung. In: Rainer Kuhlen, Thomas Seeger, Dietmar Strauch (Hrsg.): Grundlagen der praktischen Information und Dokumentation. K. G. Saur, München 2004,  S. 475–480.
- (2004): Information in der Sprachwissenschaft. In: Rainer Kuhlen, Thomas Seeger, Dietmar Strauch (Hrsg., 2004): Grundlagen der praktischen Information und Dokumentation. München: K..G. Saur, S. 705–710